# Petr Kles
Petr Kles, vlastním jménem Vilém Vordren (2. července 1869 Frýdštejn – 2. října 1916 Drvar (Bosna)) byl český prozaik a básník, představitel literární dekadence.

## Život
Narodil se v rodině lesního inženýra ve Frýdštejně Vincence Vordrena a jeho manželky Vileminy rozené Laufbergrové. Základní školu vychodil v Lomnici nad Popelkou, gymnázium v Jičíně ukončil maturitou v roce 1887. Ve studiích pokračoval v letech 1888–1892 na právnické fakultě Karlo-Ferdinandovy univerzity v Praze, doktorát získal 12. prosince 1900.
Po vojenské službě pracoval v letech 1894–1898 jako advokátní koncipient v Domažlicích a Písku. Vlastní advokátní kancelář si otevřel v Praze v roce 1906. V roce 1908 se stal advokátem hrabat Kinských v Chlumci nad Cidlinou.
Roku 1916 byl odveden do války, život ukončil sebevraždou na frontě v Bosně. Zmínce o sebevraždě se dobový tisk, který smrt Petra Klesa zaznamenal, v době světové války důsledně vyhýbal. Jeho pozůstatky byly převezeny na pražské Olšanské hřbitovy. Hrob se nachází na Olšanských hřbitovech část III, skupina 5, hrob číslo 83.

## Dílo
Psal především prózu, poezii pouze výjimečně. Ve svém díle popisuje člověka jako výslednici biologických pudů. Hrdiny jsou především lidé, kteří v životě ztroskotali. Vydávání jeho díla se ujal kritik Karel Sezima.

### Knižní vydání
- Petra Klesa pozůstalé spisy prózou i veršem (uspořádal Karel Sezima, V Praze, Družstevní práce, 1931)
- Spisy veršem i prózou (uspořádáno Karlem Sezimou z tištěné i rukopisné pozůstalosti, Na Kladně, Svatopluk Klír a F. J. Klír, 1932)

### Příspěvky v časopisech
Přispíval do časopisů Moderní revue 1904–1907,, Lumír 1891–1892 (Čtenáři), Niva (Nemoc). Přispíval též do Národních listů.